# 新城镇 (大余县)

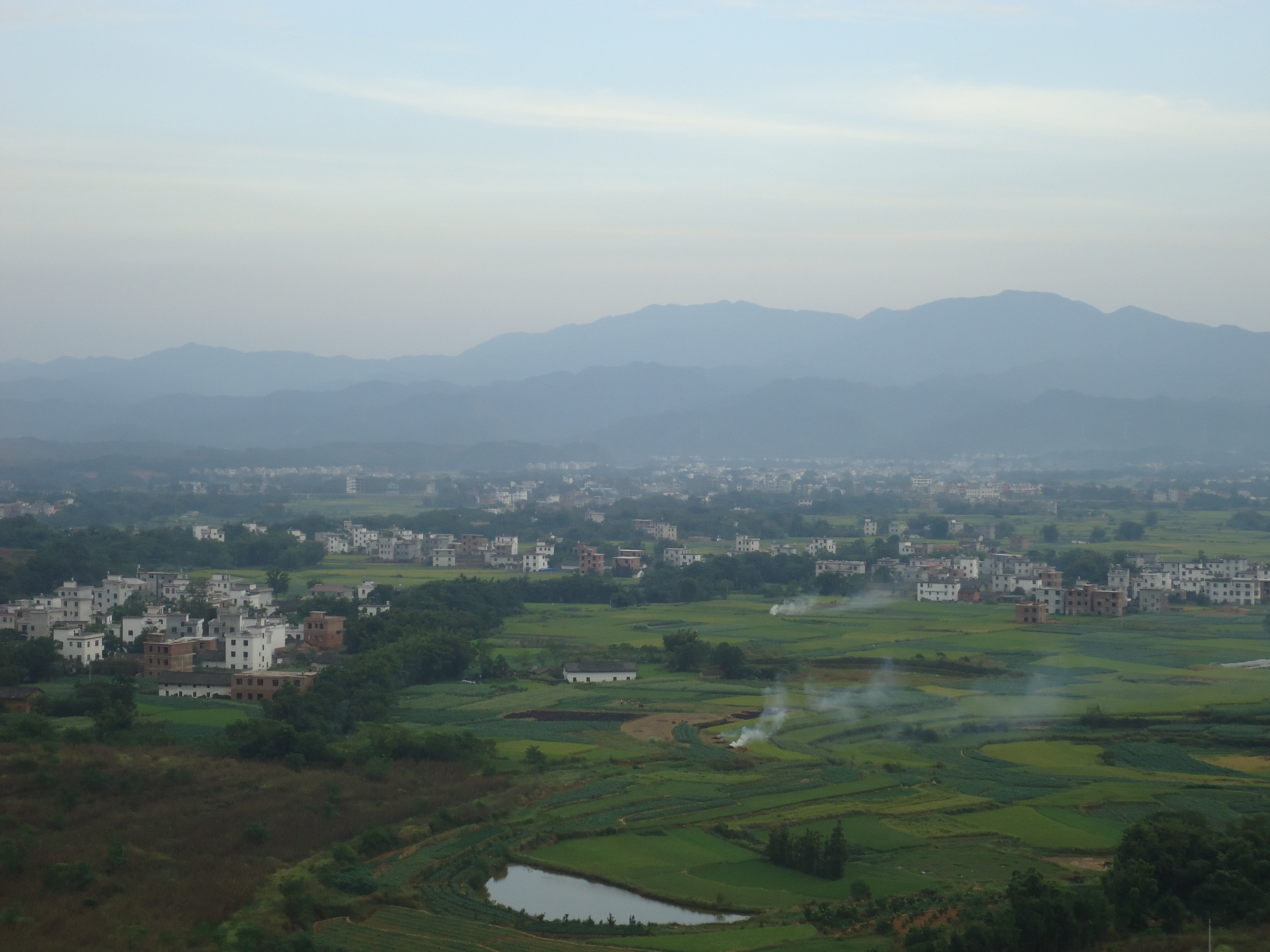
南眺新城镇

新城镇，是中华人民共和国江西省赣州市大余县下辖的一个乡镇级行政单位。

## 行政区划
新城镇下辖以下地区：
新城社区、新城村、合江村、水西村、东乾村、窑孜前村、白田埠村、周屋村、桥西村、京州村、王屋岭村、灌湖村、分水坳村、巷口村、高龙村、龙王庙村、樟树下村、莲塘村、观路村、水南村、鱼仙村、店孜里村、茶园村和南丰村。